# Amos Poe
Amos Poe (Nueva York, 29 de septiembre de 1950) es un cineasta estadounidense, miembro de la generación de los movimientos cinematográficos underground "No Wave Cinema" (1976-1985) y "Remodernista" (mediados de los '90). Ha trabajado como director de cine, guionista, productor y actor.

## Filmografía

### Como Director
- Just an American Boy (2003). Documental sobre el cantautor Steve Earle.
- Frogs for Snakes (1998)
- Fin de semana mortal (Dead Weekend) (1995) (TV)
- Triple Bogey on a Par Five Hole (1991)
- Alphabet City (1984)
- Subway Riders (1981)
- The Foreigner (1978)
- The Blank Generation (1976)
- Unmade Beds (1976)
- Night Lunch (1975)

### Como guionista
- Frogs for Snakes (1998)
- Dead Weekend (1995) (TV) (argumento)
- Triple Bogey on a Par Five Hole (1991)
- Rocket Gibraltar (1988)
- Alphabet City (1984)
- Subway Riders (1981)
- The Foreigner (1978

### Como Productor
- Copperhead Road (2005) (productor ejecutivo)
- Dead Weekend (1995) (TV) (coproductor ejecutivo)
- Joey Breaker (1993) (productor)
- Triple Bogey on a Par Five Hole (1991) (productor)
- Subway Riders (1981) (productor)
- The Foreigner (1978) (productor)
- The Blank Generation (1976) (productor)

### Como actor
- Como vividor en Smithereens (1982)
- Como Ant en Subway Riders (1981)
- Como conversador en el Mudd Club New York Beat Movie (1981)
- Como Amos Nitrate en The Foreigner (1978)